# کستی

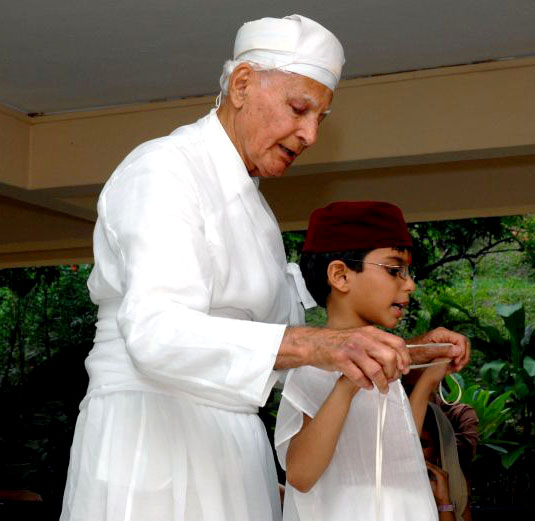
مراسم سدره پوشی

کُستی یا کُست یا کُستیک یا کُشتی یا بند دین عبارت از بند سفید و باریک و بلندی بوده، که از هفتاد و دو نخ پشم سفید گوسفند بافته می‌شده، هر فرد زرتشتی پس از سن پانزده سالگی ناگزیر بوده آن را به دور کمر ببندد.
کستی کمربند ویژهٔ زرتشتیان است که روی سدره بسته می‌شود. آیین سدره و کشتی‌بندی یکی از مراسم باشکوه زرتشتیان است. در شبانه‌روز چندین بار کشتی نو کنند، یعنی رشته را از میان گشوده، خدای را یاد کرده، به اهریمن نفرین فرستاده، شرح و تفسیر کشتی خوانده و دوباره به میان بندند.
کستی از ۷۲ نخ پشم سفید است. این کمربند باید به دست بهدینان پارسا بافته‌شود. ۷۲ نخ، به شش رشته قسمت شده و هر رشته دارای ۱۲ نخ است. عدد ۷۲ اشاره است به ۷۲ فصل یسنا که مهم‌ترین بخش اوستا است. ۱۲ اشاره است به ۱۲ ماه سال و ۶ اشاره است به شش گاهنبار که اعیاد دینی سال باشد. کُستی را سه بار به دور کمر می‌بندند، که اشاره است به سه اصل مزدیسنا که اندیشه و گفتار و کردار نیک باشد. در دور دومی دو گره در پیش و در دور سومی که آخرین دور است دو گره دیگر در پشت می‌زنند. از برای این چهار گره نیز در باب دهم سد در نثر این شرح آمده «در گره اول گواهی می‌دهند به هستی خدای یگانه. در گره دوم گواهی می‌دهند که دین مزدیسنا بر حق و فرستادهٔ اهورامزدا است. در گره سوم گواهی می‌دهند به پیغمبری زرتشت سپنتمان. در گره چهارم گواهی می‌دهند به اصول مزدیسنا که اندیشه و گفتار و کردار نیک باشد.»
در زبان پهلوی کُستیک از مادهٔ کُست به معنی سو و پهلو و کنار است. در فارسی نیز کشت یا کست به همین معنی است. کُشتی را بند دین نیز گویند. کُستیج معرب کُستی است. در اوستا از برای کُستیت به معنی مطلق چه بند دین و چه کمربند أئیویااُنگهَنَ استعمال شده است. این کلمه مرکب است از دو جزء اَئیوی به معنی برورو و بالا که در فارسی اَف شده و بر سر یک دسته از لغات دیده می‌شود چون افسر، افسار، افروختن، افکندن، افشاندن و غیره. دوم یانگهن از ریشهٔ یاه که فعل و به معنی کمر بستن است و در اوستا به معنی کمربند آمده است. در هرمزدیشت بندهای ۱۷ و ۱۸ آمده است. «کسی که نام‌های اهورامزدا را در هنگام خوابیدن و برخاستن و کُستی بستن و کشتی گشودن و از جایی به جایی رفتن و از ناحیه و مملکت بیرون رفتن بسراید، به چنین کسی ضربت و کارد و تبرزین و تیر و دشنه و گرز و سنگ و فلاخن دشمن کارگر نشود.»
بندی که در مراسم دینی به دور شاخه‌های برسم بسته می‌شود نیز در اوستا ائیویانگهن نامیده می‌شود که امروزه آن را هم کُشتی گویند.
کستی یاوکشتی هم‌اکنون در میان کردها رواج دارد و سه گره آن، کردار و گفتار و پندار نیک، هنوز برجا است. به این کمربند پشتوین می‌گویند، که در آیین‌های رسمی روی لباس کردی بسته می‌شود.

## در اوستا
در اوستا برای کستی یا کمربند مقدس کلمه aiwyǡŋhana نیز به کار رفته است. AIWYǠŊHANA، همچنین یک اصطلاح اوستایی «گرد، کمربند» (از ریشه yāh, OInd. yās «پوشیدن، پیچیدن»، است که نشان دهنده نواری از برگ خرما است که در مراسم عبادت یسنا تقدیس می‌شود و برای بستن دسته نوارهای برسم استفاده می‌شود.

## کستی بستن در شاهنامهٔ فردوسی
در شاهنامهٔ فردوسی چندین بار از این آیین نام برده شده است. برای نمونه زمانی که گشتاسپ و زریر نزد زرتشت مشرف می‌شوند کستی می‌بندند:
| شهنشاه و زین پس زریر سوار |  | همه دین پذیرنده از شهریار |
| همه سوی شاه زمین آمدند    |  | ببستند کشتی به دین آمدند  |
| پدید آمد آن فره ایزدی     |  | برفت از دل بد سگالان بدی  |
| پر از نور مینو ببد دخمه‌ها |  | وز آلودگی پاک شد تخمه‌ها   |

و در جایی که ارجاسب در نامه از گشتاسب می‌خواهد از زرتشت روی برگرداند:
| سر نامداران ایران سپاه       |  | گرانمایه فرزند لهراسپ شاه    |
| که گشتاسپ خوانندش ایرانیان   |  | ببست او یکی کستیی بر میان    |
| برادرش نیز آن سوار دلیر      |  | سپهدار ایران که نامش زریر    |
| همه پیش آن دین پژوه آمدند    |  | از آن پیر جادو ستوه آمدند    |
| گرفتند ازو سربسر دین اوی     |  | جهان شد پر از راه و آیین آوی |
| نشست او به ایران به پیغامبری |  | به کاری چنان یافه و سرسری    |

همچنان که در اشعار بالا دیده می‌شود، در بعضی از نسخه‌ها «کُشتی» و در بعضی دیگر «کستی» نام برده شده است. در شاهنامهٔ فردوسی بر اساس چاپ مسکو کُشتی و در تصحیح جلال خالقی مطلق کستی آورده‌اند.

## کمربندی مشابه در بین مغان‌ها به نام آویانگا
در متن کتاب بهاویشیا پورانا - یکی از هیجده پوراناها که مهم‌ترین متون مقدس بودایی هندی هستند - آمده است که مغانی که به عنوان رهبران مذهبی خورشیدپرستی در هند بودند نیز از کمربندی با نام «آویانگا» (अव्यङ्ग avyaṅga) بر خود می‌بستند. در بهاویشیا پورانا این کمربند مقدس (avyaṅga-) از پوست مار ساخته می‌شد در نتیجه، هر پیرو خورشیدپرستی باید «آویانگا» /آویاگا ساخته شده از پوست مار بپوشد.
>